# Conflict Zone
Conflict Zone (titolo provvisorio Peacekeepers) è un videogioco di strategia in tempo reale (con paesaggio, unità e strutture 3D) ambientato durante un'immaginaria prossima guerra in cui si controlla un esercito impegnato in operazioni di "pace", sviluppato da "MASA" e distribuito nell'anno 2001.

## Modalità di gioco
Ci sono due campagne (varie missioni in sequenza) per il gioco in singolo relative a: forza di pace "IPC" e gruppo terroristico "GHOST"; inoltre si ha a disposizione, come applicazione indipendente "EdLand", un completo editor di mappe (queste sono poi utilizzabili soltanto per il gioco in gruppo su LAN o su Internet).